# Atteria docima
Atteria docima är en fjärilsart som beskrevs av Druce 1912. Atteria docima ingår i släktet Atteria och familjen vecklare. Inga underarter finns listade i Catalogue of Life.